# えとたま
『えとたま』（干支魂）は、2015年4月より6月までTOKYO MX、サンテレビ、BS11などで放送された日本のテレビアニメ。CG・VFXの製作会社である白組と、音泉などを運営しているタブリエ・コミュニケーションズがタッグを組んだオリジナル作品。

## 概要
2006年、タブリエ・コミュニケーションズがコスパの新春企画として、2007年の干支である猪を擬人化したフィギュア「うりたん」を製作。この干支企画を12年続けようと、やまけんなどが12キャラのキャラクターデザインと大まかな設定を考えた。内容は「干支に猫が入るはずだったという昔話をベースに、猫が12の社を周って干支たちを倒していき、干支になる」というもの。この企画は1年で終了となったが、白組が興味を示したため、昔話をベースにバトルをするという設定は残しつつ、一から企画をし直し、2015年4月からのTVアニメ化が決定した。
白組とタブリエ・コミュニケーションズが手がけるオリジナルアニメ作品。映像は2Dパート（日常部分）と3Dパート（アクション部分）に分かれ、2Dパートはエンカレッジフィルムズが、3Dパートは白組がそれぞれ担当する。
「日本一うるさいアニメ」を目指す。十二支と一匹の猫が繰り広げる、女の子×バトル×日常な物語。また、他作品のパロディ要素や「Aパート」「尺の都合」といったメタ発言も多く取り入れている。
2017年10月にはTOKYO MXの全日帯（日曜午前11時）で再放送された。
イベント『コンテンツ東京2016』で『えとたまkids』のPVを出展、子供向けアニメとなる予定とされていたが詳細は不明。
2021年5月より新作短編『えとたま 〜猫客万来〜』（-にゃんきゃくばんらい）が配信。ABEMAなどのプラットフォームにて、オーディオドラマ3話（起、承、転の各話16分）、アニメーション1話(結、30分)の全4話構成となっている。また、それに際しバーチャルYoutuber企画兼宣伝活動の一環としてイタチの干支娘「いずたん」の活動が開始。

## あらすじ
「えと娘」は動物を模したあどけない少女の姿をしている、神の使いである。数多く存在するえと娘の中でトップに君臨する12人のメンバー「干支神」は、60年に1度の選抜祭・ETM12によって決められるという。
男子高校生・天戸タケルは秋葉原でひとり暮らしを始めることにしたが、引越し先は超格安の訳有り物件。タケルが部屋に入るなり、いきなり飛び出してきたのは彼よりも先にそこに住み着いていた、干支神を目指しているネコのえと娘・にゃ〜たんだった。

## 登場人物

### メインキャラ
にゃ〜たん
声 - 村川梨衣
干支ランク - ランク外（えと娘） / 守護地方 - なし / 萌力祭具 - 「にゃ〜たんハンマー」
本作のもう一人の主人公。苗（ネコ属）のえと娘。身長152cm、体重48kg、靴下を片方緩く履いている、スリーサイズ：不明、Bカップ。猫要素と星形の生きた髪飾り（声 - 生天目仁美）がトレードマーク。猫らしく語尾に「〜にゃ」「〜にゃす」が付き、一人称は「にゃあ」。驚く時は「ギニャー！」と叫ぶ。
干支神になることを夢見ているが、その一方で性格はかなり怠惰。萌力やソルラルシールを得るためなら手段を選ばず、タケルに媚びを売ったりキーたんやイヌたんを買収しようと企み、その度に他の干支神達から呆れられている。ただし、本人はタケルのことを萌力の供給抜きでも一緒にいたい関係だと思っている。
ネコ属は「干支神にもっとも近い存在」と言われているが、ネズミ属の妨害などもあり十二支には入れていない。また、にゃ〜たん自身も本来はかなりの力を持つことが作中でも示唆されているが、にゃ〜たんは60年前に一度消滅し、現在のにゃ〜たんはそれが転生した存在だとされている。現在のにゃ〜たんは本来の力と「十二支になる」という目標以外の全ての記憶を失っており、ネズミ属との因縁や自分がなぜ十二支になりたいのかも思い出せないでいたが、モーたんの最期のソルラルによって傷ついていた干支魂が修復されたことで、全ての記憶を取り戻した。最終的に「鼠」以外のソルラルシールをETM12にて得ているが、チュウたんからは貰っていない。
必殺技は「苗弾丸（キャット・ガン）」と、シマたん戦で新しく編み出したのネコ科奧義「苗真祠倶嵐（ねこまっしぐらん）」、ピヨたん戦で発現したの新奧義「苗謝嵐（ねこじゃらし）」。干支魂・神楽遷偶は元々はにゃ〜たんが編み出した技であり、にゃ〜たんの神楽遷偶は干支魂を滅する事も、干支魂の穢れを祓い浄化することも出来る技であった。
チュウたんの計らいで干支神にはなれなくて家出してしまったもののその後はモーたんと旅に出ており、何者かと決闘しようとしている描写がある。
天戸タケル（あまと タケル）
声 - 下野紘
本作の主人公。秋葉原でひとり暮らしをしている男子高校生。一人称は「僕」。身長175cm。格安の借家を見つけたものの、そこにはにゃ〜たんや干支神が居着いており、結果としてETM12に巻き込まれることになった。現在はえと娘達と同居する形になっている。
極上の萌力の持ち主。そのため、にゃ〜たんからは毎日のように萌力をねだられている。一方でシマたんからは極上故ににゃ〜たんを堕落させている一因と見られ、引き離されそうになった。「将棋は宇宙」と公言するほど将棋に並々ならぬ拘りを持つ。
最終決戦にて、店長に今の干支神の存在価値を迫られるが、店長の質問を無視し、にゃーたんとチュウたんのバトルに集中するなど物怖じしない一面を見せた。その後、にゃーたんのキャラの価値、干支神との楽しい思い出を店長に話し、今の干支神は必要だと語った。

### 干支神
チュウたん
声 - 大原さやか
干支ランク - 1位 / 守護地方 - 南関東地方 / 萌力祭具 - 千舞葉剣「ウィップソード」
子（ネズミ属）の干支神。身長178cm、体重不明、スリーサイズ：B 93/W 55/H 83のFカップ。好物はチーズ。一人称は「我」。にゃ〜たんを含め、ネコ属を嫌悪している。また、干支神と人間との交流にも否定的である。
干支神の中でも最強と呼ばれる実力を持ち、現在行われているETM12においてもにゃ〜たん以外のえと娘を全て撃破している。にゃ〜たんとの戦いでも言葉巧みにバトルへと誘導し、「どちらかが滅するまで」を条件とするデスマッチでにゃ〜たんを圧倒した。にゃ〜たんとは並々ならぬ因縁を抱えているようで、にゃ〜たんと相対した際にはうわ言のように「滅する」と連呼するほどだが、当のにゃ〜たんにはその記憶がないため余計に恨みを重ねている。
必殺技は「黒支天鼠殺（こくしてんちゅうさつ）」。チュウたんの秘奥義「干支魂・神楽遷偶（えとたまかぐらせんぐう）」は相手の干支魂を滅する能力があるが、これはにゃ〜たんの技を中途半端にコピーしたため。以前は真面目な性格で他の干支神に頼られる存在であったが、真面目すぎる性格が災いし、正の感情も負の感情も背負いすぎたことで、自身の干支魂の精神バランスが保てなくなり、今の性格になってしまった。その際にゃ〜たんと交戦するがにゃ〜たんに干支神としての役割を休むよう言われ、自分が邪魔者にされたと曲解したことでにゃ〜たんを恨むようになり、一度はにゃ〜たんを殺害している。
にゃ〜たんとの最終決戦で干支魂・神楽遷偶を受け、自身の干支魂が浄化されたことで元の性格に戻り、にゃ〜たんに対する強い想いを吐露しながら和解した。バトル後は改めて十二支としてやり直すことを決心し、にゃ〜たんにソルラルシールを渡さなかった。ちなみに浄化されたことでプリティーモードの武装も黒から白に変わっている。

モ〜たん
声 - 松井恵理子
干支ランク - 2位 / 守護地方 - 東海地方（岐阜県を除く） / 萌力祭具 - 二丁拳銃「ハラミ」「マルチョウ」 / SP - Impact Observation System
丑（ウシ属）の干支神。身長186cm、体重63kg、スリーサイズ：B 94/W 61/H 96のFカップ。巨乳の持ち主。にゃ〜たんを偏愛している変態。英語交じりの口調で喋り、一人称は「ミー」。
アメリカン・スタイルで奔放かつオープンな性格。胸からミルクが出ると自称しているが真偽は不明。レズビアンでありにゃ〜たんを溺愛しており、にゃ〜たんへ猛アタックを繰り返し、にゃ〜たんとのバトルでも「にゃ〜たんの靴下を賭けた鬼ごっこ」を提案してにゃ〜たんから本気で気持ち悪がられている。バトル中もにゃ〜たんのことを匂いだけで探し当てて追い詰めたものの、結果的にはその直情的な愛が仇となって敗北している。更にはにゃ～たんの裸を見て喜び抱きついたりもしている。
以前は人間と家族となって暮らしていたが、家族が亡くなった時ににゃ〜たんが家族になると言われたことで好きになった。
チュウたんとのバトルで神楽遷偶により干支魂を破壊され滅せられる。消滅直前にチュウたんの暴走を封印するソルラルを送っていた。このことによりチュウたんとの繋がりが生まれ、その後小さい姿ながらも転生を遂げている。
必殺技は「肉牛超弾丸祭（モ〜たんスペシャルドライバー）」。

シマたん
声 - 巽悠衣子
干支ランク - 3位 / 守護地方 - 近畿地方 / 萌力祭具 - 手甲両節棍「電光石火」 / SP - Lightning Speed System
寅（トラ属）の干支神。身長165cm、体重55kg、スリーサイズ：B 85/W 57/H 84のCカップ。中国拳法の使い手で、チャイナドレスを着ている。にゃ〜たんの力と技の師匠。関西弁で喋る。一人称は「ワイ」（第5話では「ワシ」と言ったことがある）で二人称は「自分」。
生真面目な性格で怠惰なにゃ〜たんを度々戒めているが、チュウたんが現れた際にはドラたんと共ににゃ〜たんを庇うなど、にゃ〜たんのことは弟子として大切に思っている。ただし、にゃ〜たんが堕落しきり、おまけに自分の恥ずかしい写真で脅された際には師匠として情けなく思い本気でバトルを挑んだ。
バトルでは「足で抑えた缶を蹴り飛ばせたら勝利」という条件でにゃ〜たんとキーたん・イヌたんの3人を相手に行い、同じ干支神のキーたん・イヌたんを瞬殺、二人に「無理」と言わしめる圧倒的な実力を見せた。このままにゃ〜たんを放置すればチュウたんに滅されると考え、タケルと引き離して修行の旅に出ようとしていたが、にゃ〜たんの本心がタケルの強い萌力を引き出したことで二人の関係に理解を示した。

ウサたん
声 - 相坂優歌
干支ランク - 4位 / 守護地方 - 北陸地方 / 萌力祭具 - 不思議な時計「キャロル」 / SP - Unidentified Flying Object
卯（ウサギ属）の干支神。身長164cm、体重45kg、スリーサイズ：B 84/W 52/H 86のCカップ。「ウサたんカンパニー(UTC)」という多方面に手を広げた事業を立ち上げ、プロデューサーとして活躍している。一人称は「私」。
実は超スピード能力の持ち主で、にゃ〜たんとのバトルはあっち向いてホイで行い、超スピードによる力技で圧倒したが、にゃ〜たんがラビットフットを連想してとっさに掴んだ足が性感帯だったために隙が生まれ、敗北した。
理由は不明だが、メイたんと共にする事が多い。

ドラたん
声 - 内田真礼
干支ランク - 5位 / 守護地方 - 東山地方 / 萌力祭具 - ハリセン「龍扇芭蕉」 / SP - Dragon Blower
辰（竜属）の干支神。身長170cm、体重48kg、スリーサイズ：B 82/W 56/H 82のCカップ。にゃ〜たんの精神力の師匠。彼女を鍛えるためのバトルでタケルの借家を破壊してしまったため、これを建て直すついでににゃ〜たん専用の離れ小屋を作る。精神力の師匠だが、その実力はにゃ〜たんよりも強い。一人称は「わし」。
記憶を取り戻したにゃ〜たんを認め、11枚目のソルラルシールを与える。
落ち着いた真面目な性格だが、ユーモアも解す気さくな人物でもある。タケルのことは「少年」と呼んでいる。

シャアたん
声 - 生天目仁美
干支ランク - 6位 / 守護地方 - 中国地方 / 萌力祭具 - シーシャ・アフアー（水煙草の蛇） / SP - Jammer
巳（ヘビ属）の干支神。身長176cm、体重57kg、スリーサイズ：B 90/W 54/H 88のEカップ。実力の全てを出し切らないのが身上。髪飾りのヘビは生きており、噛まれると全身が石化してしまう。石化を解除するにはカレーが必要となる。冗談が好きで、タケルをよくからかう。チュウたんの師匠。一人称は「わらわ」。
石化したにゃ〜たんを元に戻すための旅にタケルを連れて行き、そのお礼にとソルラルシールを与える。上記の通り干支ランクは6位だが、チュウたんの師匠であるためもし実力の全てを出していれば他の干支神より強い可能性がある。

ウマたん
声 - 小澤亜李
干支ランク - 7位 / 守護地方 - 九州地方 / 萌力祭具 - 「オミクジタキオン」 / SP - Oracle Tachyon System
午（ウマ属）の干支神。身長172cm、体重60kg、スリーサイズ：B 89/W 60/H 90のCカップ。巫女の姿で、髪は馬蹄で留めたポニーテール。一人称は「ウチ」で、語尾に「～ですわ」「～でございます」を付ける。真面目である一方、かなりのネガティブな性格で、十二支を子から順に読み上げる時、午の語呂が悪く自分から先を思い出してもらえないことがトラウマになってしまった。
神事『タカマガハラ記念メイド喫茶干支店長カップ』の担当干支神。他の干支神には「店長カップ」と略されるがそれを好まず、自身は常に正式名称で呼ぶ。
レース途中、優勝しても干支神になれないと知ったことでやる気を無くしかけてたにゃ〜たんにバトルとしてのレースを促し、にゃ〜たんが勝利したことでシールを与える。

メイたん
声 - 渕上舞
干支ランク - 8位 / 守護地方 - 北海道 / 萌力祭具 - 「メイプルシリンジ」 / SP - Body Enhancement System
未（ヒツジ属）の干支神。身長160cm、体重48kg、スリーサイズ：B 86/W 58/H 87のDカップ。ナースルックの癒し系。一人称は「メイ」。
神風邪ウイルスの事件以来、自分に優しくしてくれたタケルに好意を寄せている。
事件の最中、無防備なタケルの体を他の干支神から守ったにゃ〜たんにシールを与える。
ショートエピソードで、ストーカー疑惑が浮上している。
漫画版ではタケルに対する好意が顕著に表されており、その好意はにゃーたんを思うモ〜たんとほぼ同じであり、アニメ版と比べてかなりギャップの激しい性格となっている。
実はチュウたんとは深い関係にあり、干支神になったばかりの頃、なかなか自分の役割が出来ず落ち込んでいたが、チュウたんに人間の健康が世界平和に繋がると教わり、生きがいと干支神としての役割を与えられるきっかけとなった。

キーたん
声 - 戸田めぐみ
干支ランク - 9位 / 守護地方 - 北関東地方 / 萌力祭具 - 「スゴい棒」 / SP - As-You-Wish Grew System
申（サル属）の干支神。身長156cm、体重39kg、スリーサイズ：B 78/W 53/H 77のBカップ。いたずら好きだが、反省はする。一人称は「アタイ」。シマたん曰く干支神の中でも「たるんでいる」。事実、極上のバナナに釣られてにゃ〜たんにソルラルシールをあげようとするなど、干支神としての役割にはあまり関心がない様子。イヌたんと一緒にいることが多く、よく一纏めにされている。また、第7話のキャラクター紹介でもキーたん以降は守護地方のみの紹介だったりとややぞんざいな扱いを受けているが、にゃーたんとタケルといったメインキャラを除いて、全話出演を達成している。

ピヨたん
声 - 佐々木未来
干支ランク - 10位 / 守護地方 - 東北地方 / 萌力祭具 - 「我が道標を導きし愛人（ラマン）」 / SP - Self Navigation System
酉（ニワトリ属）の干支神。身長178cm、体重53kg、スリーサイズ：B 88/W 58/H 90のDカップ。一人称は「あたし」で、プリティモードはヒヨコの姿になる。鳥頭ゆえ、3歩歩いただけで物事を忘れてしまう。このため、よくにゃ〜たんにからかわれたり弄られたりしている。しかし、記憶は忘れてもその記憶に付随する負の感情は残ってしまうため、なんとなくにゃ〜たんのことが嫌い。にゃ〜たんのことを「バカ猫」という。
趣味は将棋で、その実力は干支流ピヨ名人を名乗るほど。バトルも将棋での対局を条件にしにゃ〜たんを追い詰めるが、「名人に定跡なし」の格言を頼りに指した一手で負けを認める。

イヌたん
声 - 本多真梨子
干支ランク - 11位 / 守護地方 - 四国地方 / 萌力祭具 - 首輪型ヨーヨー「猛々（ワンワン）」 / SP - Psychokinesis Control System
戌（イヌ属）の干支神。身長158cm、体重46kg、スリーサイズ：B 76/W 54/H 75のAカップ。闘犬風の廻しをしている。一人称は「ボク」。キーたんとは犬猿の仲というわけではなく、普通に仲良しでよく一緒にいる。第6話では自身のソルラルシールをにゃ〜たんの持つ熟成ボーンと交換しようとしたのをシマたんに咎められ、キーたん共々バトルに巻き込まれた。にゃーたんとタケルといったメインキャラを除き、全話出演を達成している。

ウリたん
声 - 花守ゆみり
干支ランク - 12位 / 守護地方 - 沖縄県 / 萌力祭具 - 「エリュマントスの猪」「うり坊ビット」 / SP - Supercruise
亥（イノシシ属）の干支神。身長148cm、体重34kg、スリーサイズ：B 69/W 50/H 66のAカップ。ごま油に異常な執着を持つ。プリティモードはスカートが履いてないパンツの姿になる。一人称は「私」。
他の干支神たちの妹分的存在。語尾に「です」を付けることが多く、なぜか「ですです」になることが多い。にゃ〜たんの知識の師匠であり、大切な友達でもある。
第3話ではにゃ〜たんを守るために彼女とチュウたんのバトルに介入するが、その際にうっかりチュウたんの攻撃を受けてしまい、結果的にバトルの中断には成功したものの、自身は消滅死亡。
ウリたん2号
転生のシステムにより、次の回であっさり起動。その後も第5話で消滅死亡。
ウリたん3号
第8話で消滅死亡。
ウリたん4号
にゃ〜たんとのバトルは第10話冒頭で発生。戦いを拒否するにゃ〜たんに激を入れようと猪突猛進するも、カウンターで顔面を蹴られ、一撃で死亡。
ウリたん5号
ソルラルシールを与えた後、起動した。ウリたんアタックで自殺。
ウリたん6号
串刺しにされ死亡。
ウリたん7号
ラストで起動した。

### その他
ポンたん
干支ランク - ランク外（えと娘） / 守護地方 - なし
音泉キング（おんせんキング）
声 - 下野紘
本筋とはあまり関係のないところで度々登場するキャラクター。
元ネタは「音泉」開設10周年を記念して「もっとも同局に貢献してくれたパーソナリティ」として下野に与えた称号。そのため、実在の下野にスタイルが似ている。
店長（てんちょう）
声 - 下妻由幸
干支神達が働く「メイド喫茶干支」の店長。見た目は金平糖形の思念体で、不真面目なにゃ〜たんを制裁する際には腕のようなオーラを生み出すなど謎の存在。本来は、「日本は私が作りました」というくらいの干支神よりも上位の存在。
最終決戦にてタケル達のもとに現れ、タケルに今の干支神が必要かと迫るが、タケルが今も必要だと語ったため意見を承諾したものの、本人も今の干支神を変更することはかなり面倒くさかったらしい。
神風邪ウイルス（かみかぜウイルス）
声 - 下野紘
干支界にのみ存在するウイルスが引き起こす病気で、ソルラルの中で増える。人間に感染した事例はタケルが初めて。最終的ににゃーたんの強烈なツッコミによるビンタで消滅した。
道祖神
声 - 酒巻光宏
『タカマガハラ記念メイド喫茶干支店長カップ』実況役。
アナ
声 - 花守ゆみり
えと娘達が移動に使うタケルの部屋の穴が動き出した存在でタケルはペットのように可愛がった。ただしタケルの夢の中の出来事。

## 用語
えと娘（干支娘）
神の使者として、人々と神々を結ぶ架け橋となる存在。全部で108名おり、それぞれ動物の姿を模した少女の姿をしているが、にゃ〜たん以外のえと娘は全員チュウたんに倒されている。通常活動時は「アダルトモード（大人娘）」と呼ばれる普通の少女の姿だが、「ソルラルチャージ」によって萌力を使いやすい幼女の姿となりモデルとなる動物の頭の被り物を装着した状態である「プリティモード（萌力娘）」、および動物の姿である「ナチュラルモード（神使娘）」に変身できる。変身後の姿が小さくなるのはシャアたん曰く「パワーを凝縮し効率よくバトルするためのスタイル」だかららしい。
干支魂（えとたま）
干支娘の魂。ソルラルの結晶体であり干支魂がある限り干支娘は転生ができる不滅の存在。干支魂が滅せられると転生は適わない。しかし、モ〜たんはチュウたんに送った最後のソルラルがチュウたんの中で生き、それにチュウたんとにゃ〜たんのラヴの力が加わり、小さい姿ではあるが、転生を果たした。
干支神（えとしん）
えと娘の頂点に立つ、十二支を模したメンバー。それぞれが日本の各地方の守護を担当する。60年に1度のETM12で選抜されているが、新メンバーになるには12人全員を倒さねばならない。だが現在のメンバーはその強さから2000年の間、誰一人交代は無かったという。
ETM 12の開催に際して秋葉原で過ごしており、メイド喫茶で働いた後は屋台で飲み会を行うなどして街にすっかり溶け込んでいる。
ETM 12（イーティーエムトゥエルブ、E・TO・MUSUME・12）
干支神を決めるための60年に一度の神事。プリティモードになったえと娘が異世界に移動し、そこでソルラルシールをかけたバトルが繰り広げられる。かつては干支神選抜祭と呼ばれていた。2000年前の前回はかけっこバトルで決められた。なおバトルの模様はブラウン管方式の「萌力テレビ」で中継され、見ることができる。
バトルの方法は自由に決めることができるが、原則的に1対1で行われ、第3話でウリたんが行った第三者の介入は極めて異例のこととされる。
十二神戒（じゅうにしんかい）
ETM 12運営委員会が管理するETM 12運営ルール。2000年間変わることはなかったが、チュウたんより第拾参条「奏上」（第三者がバトルに干渉することを禁止）を追加した。また神が干支神に対し執行する第零条「強権」も存在する。
- 第壱条「神事」 - 干支神選抜祭（ETM 12）とは、干支娘が干支神に対して不可避の挑戦権を発動し、ソルラルシールをかけたバトルなどを行う神事のことを指す。
- 第弐条「歳時」 - 干支神選抜祭（ETM 12）は神天界、干支界、人間界のソルラル活発化を目的とし、天干地支に基づき、開催期間は六〇年毎に六〇日間とする。
- 第参条「選格」 - 干支神選抜祭（ETM 12）は神会議（かむはかり）にて選抜された百八のえと娘と十二の干支神が参加し、その資格としてソルラルシールを保有する。
- 第肆条「闘法」 - えと娘が干支神に対し不可避の挑戦権を発動し、干支神が提示する優劣決定内容にえと娘が承諾した時点でソルラルシールバトルに強制執行される。
- 第伍条「禁忌」 - ソルラルシールバトルが承認された場合、優劣決定格例は干支神が決定する。内容に虚偽や不正、人間に危害が及ぶ事項などが含まれる事を禁ずる。
- 第陸条「勅免」 - ソルラルシールバトルほか、優劣決定格例の際、人間に危害が及ばない限りであれば、すべてのえと娘、干支神は人間からのあらゆる助力を受けてもよい。
- 第漆条「継続」 - 干支神がソルラルシールバトルに敗北した場合、ソルラルシールを勝利したえと娘に譲渡する、干支神は新たなソルラルシールにてETM 12を継続する。
- 第捌条「剥奪」 - 干支神とのソルラルシールバトルに敗北したえと娘は自身のソルラルシールを失い、開催中のETM 12におけるバトル参加権利などが剥奪される。
- 第玖条「讓印」 - 干支神はソルラルシールをバトルに関わらず、能力を認めた対象に譲渡してもよい。譲渡された対象はさらに別の対象にソルラルシールを譲渡してもよい。
- 第拾条「終焉」 - えと娘が干支神のソルラルシールを収集、百八のえと娘全員の敗北、開催期間六〇日経過、いずれかの条件を満たした時点でETM 12は終了する。
- 第拾壱条「昇格」 - えと娘単体が干支神すべてのソルラルシールを収集した場合。新干支神に昇格する。昇格した干支神は干支神単体をえと娘に降格させる権利を有する。
- 第拾弐条「神戒」 - 清らかなる干支の魂を遵守し、神事である干支神選抜祭（ETM 12）を遂行する。これら神戒を破った干支娘は神会議（かむはかり）にて裁かれる。
- 第拾参条「奏上」 - 第肆条「闘法」、第伍条「禁忌」に基づきソルラルシールバトルが執行された場合、そのバトルフィールドは第三者のあらゆる直接介入を封じる神域として形成される。
- 第零条「強権」 - 八百万の神々より選格された十干神「ETM 12運営委員会」が行う神会議（かむはかり）にてすべての神戒は決定され、すべての干支娘はそれに従う。

萌力（ソルラル）
えと娘が持つパワーの源。人間が持つ「正なる感情（人の想いや想像力）」が源で、えと娘の属性の元となる動物の姿で取り込まれる。この力も干支神には必要とされ、彼女たちは自力でチャージが可能だが、神以外のえと娘は外部からのチャージが必要でこれがないとプリティモードに変身できない。干支娘自体はソルラルを生み出すことができないが、人々の信仰心から生まれたソルラルは干支娘同士で譲渡することは可能。
萌力祭具（ソルラルギア）
えと娘が持つ武器のこと。8話で行われた店長カップではチュウたん以外の干支神とにゃ〜たんがこれを乗り物として使用した。
メイド喫茶干支
干支神たちが働く喫茶店。不思議なパワーで客からは好みの美少女に見える。働いてる干支神達はみな正社員だが、にゃ〜たんだけはバイトでしかもまだ1日もまともに働いたことがない。
守護地
日本全国を12区域に分け各干支神が神使として平定している。また全国の社にあるソルラルロードを使用することで瞬間移動ができる。
タカマガハラ記念メイド喫茶干支店長カップ
干支界でも歴史ある神事であり、言わば干支神対抗のレース大会である。第505回である捌話ではチュウたんは不参加でウマたんが担当干支神だった。しかし最近は神視聴率(神々の視聴率)が低迷気味で1%を切ると打ち切り決定の危機に瀕していたがにゃーたんの必死の頑張りで神視聴率を40%にまで急上昇させ、大会を存続できることになった。
結果は以下の通りである。

- にゃーたん - 優勝

- モーたん - キーたん、イヌたんのクラッシュに巻き込まれリタイア。

- シマたん - 時間の都合でドラたんと共に店長の妨害でコースアウトしリタイア。

- ウサたん - キーたん、イヌたんのクラッシュに巻き込まれリタイア。

- ドラたん - 時間の都合でシマたんと共に店長の妨害でコースアウトしリタイア。

- シャアたん - 原因不明のリタイア。

- ウマたん - にゃーたんと接戦するが、ゴール間近でウリたんの萌力ギアの暴走に巻き込まれリタイア。

- メイたん - タケルの妄想に夢中で試合放棄。

- キーたん - イヌたんとのプレゼント交換に夢中で岩に激突しリタイア。

- ピヨたん - にゃーたんに追突された衝撃で3歩歩いて記憶喪失でリタイア。

- イヌたん - キーたんとのプレゼント交換に夢中で岩に激突しリタイア。

- ウリたん3号 - にゃーたんに追突された挙句、自身の萌力ギアの火で焼き殺されて死亡した。

## スタッフ
|                                                                            | えとたま                                        | えとたま 〜猫客万来〜               |
| -------------------------------------------------------------------------- | ----------------------------------------------- | ----------------------------------- |
| 原作                                                                       | 白組&タブリエ・コミュニケーションズ             | 白組&タブリエ・コミュニケーションズ |
| 原案・設定                                                                 | 吠士隆&是空とおる                               |                                     |
| 監督（えとたま） アダルトモード監督 （猫客万来） 音響監督                  | 追崎史敏                                        | 追崎史敏                            |
| CG監督                                                                     | 平川孝充                                        |                                     |
| 副監督                                                                     | 鈴木薫                                          |                                     |
| プリティモード CGディレクター                                              | -                                               | 鈴木健之                            |
| プリティモード アニメーション ディレクター                                 | -                                               | 奥口美奈子                          |
| シリーズ構成・脚本                                                         | 赤尾でこ                                        | 赤尾でこ                            |
| アダルトキャラクター 原案 「なぁ～たん」 キャラクターデザイン （猫客万来） | 渡辺明夫                                        | 渡辺明夫                            |
| プリティキャラクター 原案                                                  | QP:flapper                                      | QP:flapper                          |
| アダルト キャラクターデザイン 総作画監督（えとたま） 作画監督（猫客万来）  | 小池智史                                        | 小池智史                            |
| プリティキャラクター デザイン                                              | 高橋麻実                                        | 高橋麻実                            |
| プロップデザイン                                                           | 梅澤純一、渋谷秀                                |                                     |
| 美術設定                                                                   | 藤井一志                                        |                                     |
| CG美術設定                                                                 | 白田真人                                        |                                     |
| 美術監督                                                                   | 田尻健一                                        |                                     |
| 色彩設計                                                                   | 辻田邦夫                                        |                                     |
| 撮影監督                                                                   | 松井伸哉                                        |                                     |
| 編集                                                                       | 齋藤朱里                                        |                                     |
| 音楽                                                                       | 菊地梓                                          | 菊地梓                              |
| 音楽制作                                                                   | ポニーキャニオン                                |                                     |
| プロデューサー                                                             | 井出和哉、小原康貴、木下哲哉 高野信二、小林健一 |                                     |
| アニメーション プロデューサー                                              | 井出和哉、小林健一                              |                                     |
| アニメーション制作                                                         | 白組                                            | 白組                                |
| アニメーション制作                                                         | エンカレッジフィルムズ                          | -                                   |
| 制作協力                                                                   | -                                               | エンカレッジフィルムズ              |
| 製作総指揮                                                                 | 白組                                            |                                     |
| 製作                                                                       | えとたま製作委員会                              |                                     |

## 主題歌
リトライ☆ランデヴー
にゃ〜たん（村川梨衣）が歌う『えとたま』オープニングテーマ。作詞・作曲はJunky。
blue moment
『えとたま』エンディングテーマ。作詞は赤尾でこ、作曲・編曲はStarving Trancer。歌はソルラルBOBが担当し、話数ごとに歌唱メンバーが追加されていく。
『えとたま 〜猫客万来〜』のテーマソングは鈴木愛奈が担当する。『えとたま 〜猫客万来〜』のエンディングテーマもblue momentであるが歌はにゃーたん（CV:村川梨衣）＆なぁーたん（CV:鈴木愛奈）が担当。
えとにゃんらん
『えとたま 〜猫客万来〜』オープニングテーマ。作詞・作曲・編曲は涼木シンジ、歌は鈴木愛奈。

## 各話リスト
| 話数     | サブタイトル                   | 絵コンテ   | CGコンテ | 演出                | CG構成     | 作画監督                                               | ED歌唱追加        |
| -------- | ------------------------------ | ---------- | -------- | ------------------- | ---------- | ------------------------------------------------------ | ----------------- |
| 第壱話   | 猫娘揚々（ねこようよう）       | 追崎史敏   | 新井陽平 | 鈴木薫              | 平川孝充   | 渋谷秀                                                 | にゃ〜たん        |
| 第弐話   | 愛縁奇牛（あいえんきぎゅう）   | 追崎史敏   | 新井陽平 | 奥野浩行 宮野聡一郎 | 和岡つかさ | 寒川歩                                                 | モ〜たん          |
| 第参話   | 亥突猛心（ちょとつもうしん）   | 古田丈司   | 新井陽平 | 政木伸一            | 平川孝充   | 熊膳貴志                                               | ウリたん          |
| 第肆話   | 兎目兎耳（ともくとじ）         | 追崎史敏   | 天井和文 | 間島崇寛            | 和岡つかさ | 西尾智恵                                               | ウサたん          |
| 第伍話   | 滋羊強壮（じようきょうそう）   | 金崎貴臣   | -        | 浅見松雄            | -          | 日下岳史、椎葉幹朗 白井順、松尾真彦 徳倉栄一           | メイたん          |
| 第陸話   | 虎計三笑（こけいさんしょう）   | 追崎史敏   | 新井陽平 | 安藤良              | 和岡つかさ | 渋谷秀                                                 | シマたん          |
| 第漆話   | 縁縁長蛇（えんえんちょうだ）   | 追崎史敏   | -        | 鈴木薫              | -          | 寒川歩                                                 | シャアたん        |
| 第捌話   | 一騎当猫（いっきとうにゃん）   | 金崎貴臣   | 新井陽平 | 高橋幸雄            | 和岡つかさ | 佐藤陽子 SEO JEONG-HA                                  | ウマたん          |
| 第玖話   | 花鳥歩月（かちょうふげつ）     | 川口敬一郎 | 天井和文 | いわたかずや        | 和岡つかさ | あまみりょうこ、日下岳士 佐藤このみ、秋山由樹子        | ピヨたん          |
| 第拾話   | 永久変態（えいきゅうへんたい） | 古田丈司   | 新井陽平 | 山地光人            | 和岡つかさ | 石川恵理、谷川政輝 白井順                              | キーたん イヌたん |
| 第拾壱話 | 猫鼠異道（びょうそいどう）     | 追崎史敏   | -        | 村田光              | -          | 小池智史、渋谷秀 寒川歩、朱原デーナ 梅澤純一、追崎史敏 | ドラたん          |
| 第拾弐話 | 干支繚乱（えとりょうらん）     | 追崎史敏   | 新井陽平 | 追崎史敏            | 和岡つかさ | 小池智史、秋山由樹子 白井順、追崎史敏                  | チュウたん        |

## 放送局
| 放送期間                | 放送時間                     | 放送局     | 対象地域 | 備考                                   |
| ----------------------- | ---------------------------- | ---------- | -------- | -------------------------------------- |
| 2015年4月9日 - 6月25日  | 木曜 23:00 - 23:30           | TOKYO MX   | 東京都   | 2015年10月からの再放送はエムキャス対応 |
| 2015年4月11日 - 6月27日 | 土曜 22:00 - 22:30           | サンテレビ | 兵庫県   |                                        |
| 2015年4月13日 - 6月29日 | 月曜 1:00 - 1:30（日曜深夜） | BS11       | 日本全域 | BS放送 / 『ANIME+』枠                  |
| 2015年4月15日 - 7月1日  | 水曜 0:00 - 0:30（火曜深夜)  | AT-X       | 日本全域 | CS放送 / リピート放送あり              |

| 配信期間                | 配信時間                   | 配信サイト         | 備考                         |
| ----------------------- | -------------------------- | ------------------ | ---------------------------- |
| 2015年4月10日 - 6月26日 | 金曜 更新                  | dアニメストア      |                              |
| 2015年4月12日 - 6月28日 | 日曜 0:00（土曜深夜） 更新 | ニコニコチャンネル | 有料                         |
|                         |                            | バンダイチャンネル | 有料。有料会員は全話見放題。 |
| 2015年4月13日 - 6月29日 | 月曜 23:00 - 23:30         | ニコニコ生放送     | キャストによるコメント実況   |
|                         | 月曜 23:00 更新            | GYAO!              | 有料                         |

## ショートエピソード
DVD&Blu-ray 第2-5巻収録の映像特典。
| 収録巻 | 話数                              | サブタイトル                 | 脚本     | 絵コンテ | 演出     | 作画監督   |
| ------ | --------------------------------- | ---------------------------- | -------- | -------- | -------- | ---------- |
| 弐     | TV未公開ショートエピソード 其ノ壱 | 女言万語（にょげんばんご）   | 赤尾でこ | 追埼史敏 | 高橋正典 | 渋谷秀     |
| 参     | TV未公開ショートエピソード 其ノ弐 | 神裸万象（しんらばんしょう） | 赤尾でこ | 追埼史敏 | 高橋正典 | 寒川歩     |
| 肆     | TV未公開ショートエピソード 其ノ参 | 塞翁が猫（さいおうがねこ）   | 赤尾でこ | 追埼史敏 | 高橋正典 | 寒川歩     |
| 肆     | TV未公開ショートエピソード 其ノ肆 | 未思未愛（ようしようあい）   | 赤尾でこ | 追埼史敏 | 高橋正典 | 朱原ディナ |
| 伍     | TV未公開ショートエピソード 其ノ伍 | 竹穴之友（たけあなのとも）   | 赤尾でこ | 追埼史敏 | 高橋正典 | 木藤貴之   |
| 伍     | TV未公開ショートエピソード 其ノ陸 | 牛烈教師（もうれつきょうし） | 赤尾でこ | 追埼史敏 | 高橋正典 | 木藤貴之   |

## BD/DVD
放送に先行してアニメの製作が進められており、第1巻がテレビアニメ第2話放送前日の2015年4月15日に発売。その後も最終巻（第6巻）まで隔週で発売し、放送終了と同時期にリリースも終えるという異例のスケジュールを発表している。伍巻（第5巻）以降は制作スケジュールの都合により当初の発売予定日より若干延期されている。
BD / DVDにおいてもヒロインたちのバストトップ等を隠していた光は消えることはなく、基本的に放送された内容から大きな変更はない。
| 巻 | 発売日        | 収録話          | 規格品番   | 規格品番   |
| 巻 | 発売日        | 収録話          | BD         | DVD        |
| -- | ------------- | --------------- | ---------- | ---------- |
| 壱 | 2015年4月15日 | 第1話 - 第2話   | PCXG-50471 | PCBG-52701 |
| 弐 | 2015年5月13日 | 第3話 - 第4話   | PCXG-50472 | PCBG-52702 |
| 参 | 2015年5月20日 | 第5話 - 第6話   | PCXG-50473 | PCBG-52703 |
| 肆 | 2015年6月3日  | 第7話 - 第8話   | PCXG-50474 | PCBG-52704 |
| 伍 | 2015年7月1日  | 第9話 - 第10話  | PCXG-50475 | PCBG-52705 |
| 陸 | 2015年7月22日 | 第11話 - 第12話 | PCXG-50476 | PCBG-52706 |

## 漫画
アニメの放送に先駆けて『月刊コミック電撃大王』（KADOKAWA アスキー・メディアワークス）2014年1月号より2016年1月号まで連載された。作画は氷野広真。
- 第1巻　2014年11月27日発売 ISBN 978-4048668385
- 第2巻　2015年4月24日発売 ISBN 978-4048650854
- 第3巻　2016年1月27日発売 ISBN 978-4048656450

えとたまプリティ劇場
2015年12月より電撃萌王でショート漫画を隔月連載していた。絵：たかはしあさみ。公式twitterでも『プリティ4コマ劇場』を不定期連載していた。第31話で完結後、ショートアニメ化され公式YouTubeで不定期投稿されている。

## ライトノベル
『えとたま〜外伝のべる〜』が、ぽにきゃんBOOKSライトノベルシリーズとして発売。ウサたんとメイたんを中心としたスピンオフ作品で、全編オリジナルエピソードの2本立て。著者は藤瀬雅輝。
- えとたま〜外伝のべる〜　2015年5月3日発売 ISBN 978-4865291339

## ウェブラジオ
『えとたまらじお〜ソルラルくれにゃ！〜』のタイトルで音泉にて配信された。「日本一うるさいラジオ」を目指している。2014年11月12日にプレ配信を行った後、同年11月24日より隔週月曜に更新。2015年3月30日第10回配信より毎週月曜に更新となる。HiBiKi Radio Stationでは同年4月6日第11回より配信開始。同年6月29日第23回配信より隔週月曜に更新。2016年3月28日第41回をもって番組終了。
2016年3月27日に発表された第2回アニラジアワードにおいて、「BEST FUNNY RADIO 大笑いラジオ賞（一般枠）」を受賞した。
2018年2月16日に同年2月18日に開催された『えとたまBlu-ray BOX発売記念イベント 新・干支繚乱祭』を記念して1日のみ復活した。
2021年1月下旬からは『えとたまらじお』として復活予定。村川梨衣と松井恵理子が固定パーソナリティとして出演し、毎回ゲストが予定されている。
2025年5月3日、アニメ「えとたま」の10周年を記念して、「えとたまらじお～ソルラルくれにゃ！～ 特別版」を配信。
パーソナリティ
- 村川梨衣（にゃ〜たん役）※第11回、第35回は休み
- 松井恵理子（モ〜たん役）※第32回、第35回は休み
- 花守ゆみり（ウリたん役）※第32回、第34回は休み

10周年記念、特別版
- 第1回 村川梨衣（にゃ〜たん役）／ 松井恵理子（モ〜たん役）／ 相坂優歌（ウサたん役）

ゲスト
- 第04回（2015年01月05日配信） - 渕上舞（メイたん役）、小澤亜李（ウマたん役）
- 第10回（2015年03月30日配信） - 相坂優歌（ウサたん役）
- 第21回（2015年06月15日配信） - 佐々木未来（ピヨたん役）
- 第23回（2015年06月29日配信） - 巽悠衣子（シマたん役）
- 第24回（2015年07月13日配信） - 生天目仁美（シャアたん役）
- 第26回（2015年08月10日配信） - 戸田めぐみ（キーたん役）
- 第27回（2015年08月24日配信） - 本多真梨子（イヌたん役）
- 第32回（2015年11月02日配信） - 内田真礼（ドラたん役）、下野紘（天戸タケル役）
- 第34回（2015年11月30日配信） - 相坂優歌
- 第35回（2015年12月14日配信） - 小澤亜李
- 第36回（2015年12月28日配信） - 大原さやか（チュウたん役）
- 第37回（2016年01月11日配信） - 戸田めぐみ

コーナー
- ソルラルくれにゃ！ - リスナーのお願いを叶えてソルラル（萌力）を集めるコーナー。
- えと娘考えるにゃ - アニメには登場しなさそうな干支娘を色々と想像して考えるコーナー。
- 猫の気持ちになるにゃ！ - それぞれが演じる動物の特徴を勉強するコーナー。
- PETM12 - リスナーから募集したテーマで一番になる干支娘は誰なのか。平和的に話し合いで決めるコーナー。
- えとたまについて質問募集ですです - 普通のお便りのコーナー。
- アニメが再放送中のえとたまについて質問を募集ですです - ふつおたコーナー。
- えとわ〜ど - アニメ再放送から見始めた人に知って欲しい「えとたま用語の解説と活用法」を募集するコーナー。

テーマソング
- 「ソルラルくれにゃ！」 / 歌 - エトリオール（村川梨衣、松井恵理子、花守ゆみり）※第11回配信 - 第41回配信

公開録音
＜音泉＞公開録音祭り 2016冬 第3部 えとたまらじお〜ソルラルくれにゃ！〜
- 開催日：2016年02月21日[15]
- 会場：有楽町朝日ホール
- 出演：村川梨衣、松井恵理子、花守ゆみり
- 音源配信：第40回（2016年02月22日）

関連商品
- ダイジェストCD「えとたまらじお」100円（税込）くれにゃ！（AnimeJapan2015限定販売）

- ラジオCD

| ラジオCD「えとたまらじお〜ソルラルくれにゃ!〜」 | ラジオCD「えとたまらじお〜ソルラルくれにゃ!〜」 | ラジオCD「えとたまらじお〜ソルラルくれにゃ!〜」 | ラジオCD「えとたまらじお〜ソルラルくれにゃ!〜」 | ラジオCD「えとたまらじお〜ソルラルくれにゃ!〜」                                                                            |
| Vol.                                            | 発売日                                          | 新規撮り下ろし特別版ゲスト                      | 過去配信回                                      | キャンペーン期間によるグッズセット                                                                                         |
| ----------------------------------------------- | ----------------------------------------------- | ----------------------------------------------- | ----------------------------------------------- | --- |
| 1                                               | 2015年05月27日                                  | 渕上舞（メッセージ出演）                        | 第00回 - 第09回                                 | |
| 2                                               | 2015年09月30日                                  | 巽悠衣子                                        | 第10回 - 第19回                                 | ごま油ホルダー シチュエーションCD ボトルホルダー                                                                           |
| 3                                               | 2016年01月27日                                  | 相坂優歌                                        | 第20回 - 第29回                                 | 特製すごろくぼ〜ど 聴いたら4倍楽しめる可能性のあるCD 闇の中でほのかに光る神楽遷偶ぐんて コマとして使ってほしい缶バッジ×4個 |
| 4                                               | 2016年06月29日                                  | -                                               | 第30回 - 第41回                                 | ポストカード |
- Tシャツ
  - 音T「えとたまみ〜んなTシャツにゃ！Tシャツ」（村川梨衣デザイン）
  - 音T「にゃ〜たん♡LOVE Tシャツ」（松井恵理子デザイン）
  - 音T「亥魂Ｔシャツ」（花守ゆみりデザイン）

- パーカー
  - えとたまソルラルパーカー

## Web配信番組

### 干支〜ク！
『TVアニメ「えとたま」ニコニコ生放送 干支〜ク！』（-エトーク）のタイトルで、ニコニコ生放送にて2014年11月12日から不定期配信。「日本一うるさいニコ生」を目指す動画番組。第1弾のタイトルは『TVアニメ「えとたま」ニコニコ生放送（まだ仮タイトルなので今後正式タイトルを考えるにゃ）』。第2弾から『TVアニメ「えとたま」ニコニコ生放送 干支〜ク！』と題し、様々な括りによる出演者がトークを展開。新情報を続々と発表している。
公式でのカウントではタイトル表記が付いた第2弾からの回数として表記。
- 第1弾 - 2014年11月12日[16]
  - 出演 - 村川梨衣、下野紘、松井恵理子、小澤亜李
  - モ〜たん、ウマたん、ウリたんのキャスト発表。
- 第2弾 - 2014年12月3日[17] 【1990年度生まれ干支娘】
  - 出演 - 村川梨衣、相坂優歌、戸田めぐみ、佐々木未来
  - ウサたん、キーたん、ピヨたんのキャスト発表。
- 第3弾 - 2014年12月17日[18] 【お米大好き干支娘】
  - 出演 - 村川梨衣、巽悠衣子、内田真礼、渕上舞 、本多真梨子
  - シマたん、ドラたん、メイたん、イヌたんのキャスト発表。
- 第4弾 - 2015年1月14日[19] 【B型干支娘】
  - 出演 - 村川梨衣、松井恵理子、巽悠衣子、大原さやか、生天目仁美
  - チュウたん、シャアたんのキャスト発表。
- 第5弾 - 2015年1月28日[20] 【鍋の具になりやすい干支娘】【エスカ＆ロジーのアトリエ干支娘】[注 5]
  - 出演 - 村川梨衣、松井恵理子、渕上舞、佐々木未来、本多真梨子
  - OPテーマ歌手、EDテーマ歌手発表。
- 第6弾 - 2015年2月11日[21] 【P's LIVE干支娘】【ローリング干支ガールズ】
  - 出演 - 村川梨衣、松井恵理子、相坂優歌、花守ゆみり
  - OP楽曲、ED楽曲解禁、出演キャストによるコール講座。
- 第7弾 - 2015年2月25日[22]【受験勉強干支娘】
  - 出演 - 村川梨衣、巽悠衣子、渕上舞
  - PV 2Dパート編公開、TVアニメ放送局発表。
- 第8弾 - 2015年3月11日[23] 【オタク干支娘】
  - 出演 - 村川梨衣、松井恵理子、相坂優歌、戸田めぐみ
  - イベント情報、外伝ノベル、キャラクターソング発売発表。
- 第9弾 - 2015年4月1日[24] 【正直者干支娘】
  - 出演 - 村川梨衣、松井恵理子、巽悠衣子、本多真梨子
  - イベント情報、主題歌CDの詳細など 。
- 第10弾 - 2015年4月15日[25] 【ゆとり干支娘】
  - 出演 - 村川梨衣、松井恵理子、相坂優歌、花守ゆみり
  - 公開ニコ生、第1話振り返りトーク。
- 第11弾 - 2015年4月27日[26]【情熱干支娘】
  - 出演 - 巽悠衣子、相坂優歌、佐々木未来、本多真梨子
  - 第2話 - 第3話の振り返りトーク。
- 第12弾 - 2015年5月17日[27]【五月病干支娘】
  - 出演 - 村川梨衣、巽悠衣子、相坂優歌
  - 公開ニコ生、第4話 - 第6話の振り返りトーク。
- 第13弾 - 2015年5月24日[28]【今年の干支娘】
  - 出演 - 村川梨衣、渕上舞、本多真梨子、戸田めぐみ
  - 公開ニコ生、第7話の振り返りトーク。
- 第14弾 - 2015年6月7日[29]【守護地と出身地が被ってる干支娘】
  - 出演 - 村川梨衣、松井恵理子、巽悠衣子、佐々木未来
  - 公開ニコ生、第8話 - 第9話の振り返りトーク。
- 第15弾 - 2015年6月21日[30]【くくりまだ決まってない干支娘】改め【えとたま出てる干支娘】
  - 出演 - 村川梨衣、相坂優歌、小澤亜李、花守ゆみり
  - 公開ニコ生、第10話 - 第11話の振り返りトーク。
- 第16弾 - 2015年7月5日[31]【ウルトラクリエイティブ干支娘】
  - 出演 - 村川梨衣、松井恵理子、相坂優歌、渕上舞
  - 公開ニコ生。
- 第17弾 - 2015年10月6日[32]【記憶失ってしまった干支娘（仮）】
  - 出演 - 村川梨衣、松井恵理子、巽悠衣子、佐々木未来
  - アニメ再放送情報、イベント情報、グッズ情報など。
- 第18弾 - 2015年11月5日[33]【つまらない番組干支娘】
  - 出演 - 村川梨衣、渕上舞、本多真梨子、戸田めぐみ
  - アニメ再放送情報、イベント情報、グッズ情報など。
- 第19弾 - 2015年12月3日[34]【THE END OF 2015干支娘】
  - 出演 - 村川梨衣、松井恵理子、相坂優歌、花守ゆみり
  - 2015年「えとたま」の振り返りトーク。
- 第20弾 - 2016年10月13日[35]【ベストエトニスト干支娘】
  - 出演 - 村川梨衣、松井恵理子、巽悠衣子、戸田めぐみ
  - アニメ再々放送情報、グッズ情報など。
- 第21弾 - 2017年10月4日[36]【秋のえとたま再放送定期干支娘】
  - 出演 - 村川梨衣、松井恵理子、巽悠衣子、小澤亜李
  - アニメ再々々放送情報、BD-BOX発売、その他情報。
- 第22弾 - 2017年12月13日[37]【干支繚乱祭干支娘】改め【新・干支繚乱祭クリエイティブ干支娘】
  - 出演 - 村川梨衣、松井恵理子、相坂優歌、渕上舞
  - BD-BOXの中身や特典、BD-BOX購入者を対象に開催する「新・干支繚乱祭」、その他情報。
- えとたま〜猫客万来〜 - 2021年4月24日[38]【プレイボール干支娘】
  - 出演 - 村川梨衣、松井恵理子、巽悠衣子、鈴木愛奈
  - えとたま 〜猫客万来〜の紹介、いずたん（イタチの干支娘VTuber）の紹介、情熱干支娘、その他情報、プレミアム会員限定おまけ放送。
- （無題） - 2021年9月14日[39]【猫（にゃん）・干支繚乱祭干支娘】
  - 単独の番組ではなく、えとたま 〜猫客万来〜の一挙放送との合同番組。番組名は「アニメ「えとたま〜猫客万来〜」一挙放送＆ニコ生特番 干支〜ク！」。
  - 出演 - 村川梨衣、松井恵理子、花守ゆみり、鈴木愛奈
  - えとたま 〜猫客万来〜の振り返りトーク、イベント「猫・干支繚乱祭」情報、「えとにゃんらん」のコール作成、その他情報、プレミアム会員限定おまけ放送。

#### エピソード
- 冒頭は主に村川梨衣の一人コントから始まる。
- 配信の時間帯は21時から22時までが主だが、延長することも多い。そのため、18歳未満である花守ゆみりは、ウリたんのキャスト発表の際にも出演できなかった。
- 花守ゆみりは第6弾のP'sLIVE干支娘に時間制限ありで初出演。
- 第7弾の受験勉強干支娘にて、出演キャストに10問の試験問題が出された。この試験でトップを取った渕上舞は【メディアクリエイティブディレクター干支娘】に就任。2位の巽悠衣子は【聞き手】に、最下位の村川梨衣は【「えとたま女子大学」浪人生】となった。この設定によるキャストインタビューが、アニメ公式サイトのスペシャルページで公開されている[40]。
- 第9弾では村川梨衣が喉を痛めている状態であったが、ホワイトボードに文字を書く形式で出演した。
- 第10弾が番組初の公開ニコ生となった。
- 第11弾は村川梨衣が出演せず、代わりに巽悠衣子が冒頭のコントや主な進行役を務めた。
- 第13弾の公開ニコ生では今年の干支であるメイたん役の渕上舞が、メイたんのコスプレをして登場。会場では「えとたま」のグッズに並び、渕上の写真集「アオイトリ」も販売された。
- 第16弾で一旦終了したが、2015年10月よりアニメ再放送が始まることを受け、同月6日（第17弾）に復活した。さらに2016年10月よりアニメ再々放送が始まることを受け、同月13日（第20弾）に再復活、2017年10月よりアニメ再々々放送が始まることを受け、同月4日（第21弾）に再々復活した。

### 上映会
コメント実況キャスト
配信 - ニコニコ生放送
- 第1話 - 村川梨衣、松井恵理子、相坂優歌、戸田めぐみ、佐々木未来、本多真梨子
- 第2話 - 村川梨衣、松井恵理子、相坂優歌
- 第4話 - 相坂優歌、佐々木未来、本多真梨子
- 第5話 - 松井恵理子、相坂優歌、本多真梨子
- 第6話 - 松井恵理子、相坂優歌、戸田めぐみ、佐々木未来、本多真梨子
- 第7話 - 松井恵理子、相坂優歌、戸田めぐみ、本多真梨子
- 第8話 - 相坂優歌、佐々木未来、本多真梨子
- 第9話 - 村川梨衣、松井恵理子、佐々木未来、本多真梨子
- 第10話 - 村川梨衣、松井恵理子、戸田めぐみ、本多真梨子、相坂優歌
- 第11話 - 松井恵理子、相坂優歌、戸田めぐみ
- 第12話 - 相坂優歌、戸田めぐみ、本多真梨子、佐々木未来

### モグモグマスターズ in えとたま
音泉にて配信予定の花守ゆみりと鈴木愛奈がナビゲーターを務める映像番組『モグモグマスターズ』の内部コーナーとして、「えとたま」出演者が出演予定。

## イベント
2015年1月3日に行われたキャストトーク&年賀状お渡し会は、放送3か月前のオリジナルアニメイベントながら、300人以上のファンが並ぶ盛況となった。
2015年3月22日のAnimeJapan2015ステージにて、同年6月末までに30回以上のイベントを行うことを発表した。
- 2014年12月29日 ChaosTCG祭「えとたま」トークステージ[43]
  - 会場 - 秋葉原UDX ２F アキバスクエア
  - 内容 - トークショー
  - 司会 - 是空とおる
  - 出演 - 本多真梨子、戸田めぐみ
- 2015年1月3日 キャストトーク & 年賀状お渡し会
  - 会場 - ポニーキャニオン1Fイベントスペース
  - 内容 - トークショー & お渡し会
  - 出演 - 村川梨衣、松井恵理子、相坂優歌
- 2015年1月18日 新春賀詞交換会〜という名の新年会2015〜[44]
  - 会場 - 新宿ロフトプラスワン
  - 内容 - トークショー
  - 司会 - やまけん、追崎史敏
  - 出演 - 是空とおる、赤尾でこ、下野紘、生天目仁美、渕上舞
- 2015年3月8日 P's Live! 02 〜LOVE&P's〜[45]
  - 会場 - 横浜アリーナ
  - 内容 - ライブ
  - 出演 - 村川梨衣、松井恵理子、相坂優歌、花守ゆみり
- 2015年3月21日 AnimeJapan 2015 1日目
  - 会場 - 東京ビッグサイト（東京国際展示場）
  - 内容 - トークショー & お渡し会
  - 出演 - 【白組】戸田めぐみ&本多真梨子、【音泉】松井恵理子&花守ゆみり
- 2015年3月22日 AnimeJapan 2015 2日目[46]
  - 会場 - 東京ビッグサイト（東京国際展示場）
  - 内容 - トークショー & お渡し会
  - 出演 - 【ポニーキャニオン】村川梨衣&松井恵理子、【音泉】相坂優歌&佐々木未来、【白組】小澤亜李&巽悠衣子
- REDステージ Program2 インターネットラジオステーション＜音泉＞春の新番組発表会&TVアニメ「えとたま」放送直前祭にゃ！
  - 内容 - トークショー
  - 出演 - 下野紘、村川梨衣、大原さやか、松井恵理子、巽悠衣子、相坂優歌、内田真礼、生天目仁美、小澤亜李、戸田めぐみ、佐々木未来、本多真梨子、花守ゆみり
- 2015年3月27日 神田明神上映会
  - 会場 - 神田明神 明神会館
  - 内容 - 第1話&第2話先行上映 & トークショー
  - 出演 - 松井恵理子、戸田めぐみ
- 2015年4月12日 Blu-ray&DVD第壱巻の発売記念イベント(全3部)
  - 会場 - 1部:アニメイト秋葉原、2部:AKIHABARAゲーマーズ本店、3部:ジーストア・アキバ5階「13式催事空間」
  - 内容 - トークショー & お渡し会
  - 出演 - 村川梨衣、松井恵理子、渕上舞
- 2015年4月15日 Blu-ray&DVD第壱巻の発売記念公開ニコ生
  - 会場 - ポニーキャニオン 1F イベントスペース
  - 内容 - 公開ニコ生 & お渡し会
  - 出演 - 村川梨衣、松井恵理子、相坂優歌、花守ゆみり
- 2015年4月25日 Blu-ray&DVD第壱巻の発売記念イベント大阪(全2部)
  - 会場 - 1部:ゲーマーズなんば店、2部:アニメイト天王寺店
  - 内容 - ミニトーク & お渡し会
  - 出演 - 村川梨衣
- 2015年4月26日 Blu-ray&DVD第壱巻の発売記念イベント名古屋(全2部)
  - 会場 - 1部:アニメイト名古屋店、2部:ゲーマーズ名古屋店
  - 内容 - ミニトーク & お渡し会
  - 出演 - 村川梨衣
- 2015年5月10日 OP&EDのリリースイベント(全3部)
  - 会場 - ポニーキャニオン 1F イベントスペース
  - 内容 - トークショー & ライブ
  - 出演 - 村川梨衣、松井恵理子、相坂優歌、花守ゆみり
- 2015年5月16日 『えとたま』コラボカフェ & 展示会開催記念イベント
  - 会場 - ジーストア・アキバ5階「13式催事空間」
  - 内容 - トークショー
  - 出演 - 花守ゆみり、松井恵理子
- 2015年5月17日 Blu-ray&DVD第弐巻の発売記念イベント(全3部)
  - 会場 - ポニーキャニオン 1F イベントスペース
  - 内容 - 1部・2部:トークショー & お渡し会、3部:公開ニコ生 & お渡し会
  - 出演 - 村川梨衣、巽悠衣子、相坂優歌
- 2015年5月24日 Blu-ray&DVD第参巻の発売記念イベント(全3部)
  - 会場 - ポニーキャニオン 1F イベントスペース
  - 内容 - 1部・2部:トークショー & お渡し会、3部:公開ニコ生 & お渡し会
  - 出演 - 村川梨衣、渕上舞、戸田めぐみ、本多真梨子
- 2015年6月7日 キャラクターソングミニアルバム①/②の発売記念イベント(全3部)
  - 会場 - ポニーキャニオン 1F イベントスペース
  - 内容 - 1部・2部:トーク & ミニライブ、3部:公開ニコ生 & ミニライブ
  - 出演 - 村川梨衣、松井恵理子、巽悠衣子、佐々木未来
- 2015年6月21日 Blu-ray&DVD第肆巻の発売記念イベント(全3部)
  - 会場 - ポニーキャニオン 1F イベントスペース
  - 内容 - 1部・2部:トークショー & お渡し会、3部:公開ニコ生 & お渡し会
  - 出演 - 村川梨衣、相坂優歌、小澤亜李、花守ゆみり
- 2015年7月4日 えとたま最終回記念トークイベント
  - 会場 - 東京アニメセンター
  - 内容 - トークショー
  - 出演 - 村川梨衣、松井恵理子
- 2015年7月5日 キャラクターソングミニアルバム③/④の発売記念イベント(全3部)
  - 会場 - ポニーキャニオン 1F イベントスペース
  - 内容 - 1部・2部:トーク & ミニライブ、3部:公開ニコ生 & ミニライブ
  - 出演 - 村川梨衣、松井恵理子、相坂優歌、渕上舞
- 2015年7月10日 エンカレッジプレゼンツvol.24「アニメ講義７時限目（課外授業）スタッフだらけの座談会〜えとたまができるまで〜」
  - 会場 - 阿佐ヶ谷ロフトA
  - 内容 - えとたま制作スタッフだらけの座談会！えとたまについて隅々まで語り合う3時間！
  - 司会 - やまけん、追崎史敏
  - 出演 - 是空とおる、平川孝充
- 2015年8月22日 TVアニメえとたまイベント「ETOTAMA Fes.」(全2部)
  - 会場 - 山野ホール
  - 内容 - 昼の部・夜の部：ライブ＆トーク
  - 出演 - 村川梨衣、松井恵理子、相坂優歌、渕上舞、巽悠衣子、花守ゆみり
- 2018年2月18日 えとたまBlu-ray BOX発売記念イベント 新・干支繚乱祭
  - 会場 - 幕張メッセ 国際展示場 11ホール(音泉祭り2018内ステージ)
  - 内容 - ライブ＆トーク
  - 出演 - 村川梨衣、大原さやか、松井恵理子、巽悠衣子、相坂優歌、内田真礼、生天目仁美、小澤亜李、渕上舞、戸田めぐみ、佐々木未来、本多真梨子、花守ゆみり、下野紘

## 他番組での番宣
- やまけんと前田登の13日の××曜日 - 2015年2月18日（ニコニコ生放送）
  - 出演 - 相坂優歌
- やまけんと前田登の13日の××曜日 - 2015年3月24日（ニコニコ生放送）
  - 出演 - 巽悠衣子
- アニメTV - 2015年4月2日（TOKYO MX、AT-X、エンタメ〜テレ）
  - 内容 - 特集「えとたま」キャストコメント
  - 出演 - 村川梨衣
- 月刊ブシロードTV - 2015年4月3日、4月10日（TOKYO MX、YouTubeブシロードチャンネル）
  - 内容 - 「えとたま」特集 キャスト出演
  - 出演 - 戸田めぐみ、佐々木未来、本多真梨子
- やまけんと前田登の13日の××曜日 - 2015年4月24日（ニコニコ生放送）
  - 出演 - 戸田めぐみ
- 【べます】音mart presents 声優バラエティ ベッドの上からお届けします！#34 -　2015年04月29日（ニコニコ動画）
  - 出演 - 花守ゆみり
- 吉田尚記のdアニメストアでナイト（第16回） - 2015年4月30日（ニコニコ生放送）
  - 出演 - 松井恵理子、相坂優歌、本多真梨子

## 店舗上映会
テレビアニメ放送に先駆け、アニメイトとゲーマーズの各店舗にて第1話先行上映会を行った。また、2分の予定が10分収録してしまったという出演キャストによるコメントムービーも上映した。
- ＜内容＞
  - 【第1話先行上映】【キャストスペシャルコメントムービーの上映】
  - コメントキャスト - 村川梨衣（にゃ〜たん役）、巽悠衣子（シマたん役）、渕上舞（メイたん役）
- 2015年3月10日(火)
  - 開場 18:00　開演 18:30 / アニメイト横浜
  - 開場 18:00　開演 18:30 / アニメイト大阪日本橋
  - 開場 18:00　開演 18:30 / アニメイト名古屋
  - 開場 18:30　開演 19:00 / アニメイト新宿
- 2015年3月12日(水)
  - 開場 17:30　開演 18:00 / アニメイト小倉
- 2015年3月14日(土)
  - 開場 13:00　開演 13:30 / アニメイト仙台
  - 開場 13:00　開演 13:30 / アニメイト広島
- 2015年3月15日(日)
  - 開場 18:00　開演 18:30 / AKIHABARAゲーマーズ本店
- 2015年3月22日(日)
  - 開場 15:30　開演 16:00 / ゲーマーズなんば
- 2015年3月28日(土)
  - ゲーマーズ札幌店・ゲーマーズ仙台店・ゲーマーズ博多店・ゲーマーズ名古屋店

## 遊技機
パチンコ「CRえとたま」
2016年9月にメーシーよりリリース。
※2022年現在、設置されていた各店舗からは全機が撤去済み。
パチスロ「Sえとたま」
2022年4月にメーシーよりリリース。